# علي المنظري
سيدي علي المنظري والمعروف أيضا ب المنظري الأول هو زعيم سياسي وعسكري أندلسي. قائد قلعة “بينار” Piñar وإقليمها، بعد سقوطها توجه للمغرب وأعاد إحياء تطوان المدمرة.
ينتمي علي المنظري لواحدة من أنبل العائلات الغرناطية التي كانت تمتلك الأراضي في مناطق شتى بالمملكة. في سبتمبر 1485م وقعت قلعته وكل مناطق الجبال الشرقية تحت الحكم المسيحي. تم توطين المسيحيين في المنطقة وفي مجموعة الـ “سبع مدن” Siete Villas. سقوط بينار Piñar وحصن اللوز Iznalloz وكل محيطها، كان ذلك بالنسبة إليه علامة لما سيحل بكل غرناطة. فلم يقبل الخضوع للمسيحيين، كما لم يقبل خوض حروب بطولية غير مفيدة للدفاع عن غرناطة.
قرر المنظري الإبحار مع جزء من جيشه والعبور إلى الشمالي الغربي للمغرب الأقصى. لم يكن يرغب في الابتعاد أكثر من اللازم من أجل إمكانية العودة إلى الأندلس. فوجد في وادي تطوان، الذي كان قد هاجر إليه قبل قرون مضت أولياء غرناطيون. وكانت المدينة في حالة دمار جراء الهجمات البرتغالية.
اعترف بسلطته فلاحو المنطقة كمجاهد. حيث رأوا في جنوده الغرناطيين جبهة آمنة ضد هجمات البرتغاليين الذين كانوا يسيطرون على سبتة، الذين كانوا ينهبون محاصيلهم ويسرقون منهم المواشي. رفع المنظري أسوار المدينة من جديد وشجع ذلك على اعمار المدينة. وبدءا من سنة 1492م استقر بها مواطنون جدد قادمون من مملكة غرناطة ليعيدوا إحياء هذه المدينة.
كان المنظري مواليا لأمير شفشاون، بل تابعا له حسب بعض الروايات، وذلك لأن التطاونيين لم يتجرأوا على دفنه عند وفاته سنة 1540م إلا بعد ان استشاروا مع مولاي علي بن راشد عن المكان الذي يجب ان يدفن فيه.